# Бізнес-модель за підпискою
Бізнес-модель за підпискою – це бізнес-модель, в якій клієнт повинен платити періодичну ціну через регулярні проміжки часу за доступ до продукту або послуги. Ця модель була започаткована видавцями книг та періодичних видань у 17 столітті, і зараз використовується багатьма компаніями, веб-сайтами і навіть фармацевтичні компанії у партнерстві з урядом.

## Підписки
Замість продажу продакоффери пропонують періодичне (щоденне, щотижневе, двотижневе, щомісячне, піврічне, річне або сезонне) використання або доступ до продукту чи послуги, або, у випадку організацій, орієнтованих на перформанс, таких як оперні театри, квитки на всю програму певної кількості (наприклад, від п'яти до п'ятнадцяти) запланованих вистав на цілий сезон. Таким чином, одноразовий продаж продукту може стати постійним і формувати лояльність до бренду.
До галузей, які використовують цю модель, належать клуби з продажу книг поштою та музики, приватні провайдери веб-пошти, кабельне телебачення, супутникове телебачення з платними телеканалами, провайдери з цифровими каталогами з музикою чи електронними книгами, які можна завантажити, супутникове радіо, телефонні компанії, оператори мобільного зв'язку, інтернет-провайдери, видавці програмного забезпечення, веб-сайти (наприклад, веб-сайти для ведення блогів), провайдери бізнес-рішень, фінансові компанії, фітнес-клуби, послуги з підстригання газонів і прибирання снігу, фармацевтика, оренда житла, податки на майно, а також традиційні газети, журнали та наукові видання.
Поновлення підписки може бути періодичним і активуватися автоматично, так що вартість нового періоду автоматично оплачується шляхом попередньо авторизованого списання коштів з кредитної картки або розрахункового рахунку. Поширеною варіацією моделі в онлайн-іграх і на веб-сайтах є модель freemium, в якій перший рівень контенту є безкоштовним, але доступ до преміум-функцій (наприклад, ігрових бонусів або архівів статей) обмежений для платних передплатників.

### Види та приклади
Існують різні категорії підписок: на
- Підписка на фіксований набір товарів або послуг.
  - Періодичні видання, такі як газета чи журнал, мають кілька видів передплати:
    - Платний тираж
    - Безоплатний тираж
    - Контрольований тираж

  - Абонентські скриньки містять різноманітні витратні матеріали
    - Сільське господарство, що підтримується громадою
    - Служба доставки їжі
    - Послуга доставки продуктових наборів
- Підписка на необмежене користування послугою або набором послуг. Користування може бути особистим і непередаваним, для сім'ї або, за певних обставин, для групи осіб, які користуються послугою одночасно. У видавничій індустрії підписка на пакет з кількох журналів за зниженою ціною відома як "велика угода".[3]
  - Програмне забезпечення як послуга
- Підписка з оплатою за фактом, коли ви підписуєтеся на періодичну купівлю продукту. Ця модель також відома як модель зручності, оскільки клієнту не потрібно пам'ятати про те, що він повинен періодично шукати і купувати свій товар. Цю модель популяризували такі компанії, як Dollar Shave Club, Birchbox та OrderGroove. На основі їхнього успіху багато інших ритейлерів почали пропонувати послуги за моделлю підписки.[4]
  - Наприклад, підписка на залізничний проїзний компанії може бути не індивідуалізованою, але дозволяти користуватися послугою всім працівникам фірми. Для товарів з необмеженою пропозицією і для багатьох розкішних послуг підписки такого типу є рідкістю.
- Підписка на базовий доступ або мінімальний набір послуг плюс певна додаткова плата залежно від використання. Базова телефонна послуга передбачає сплату заздалегідь визначеної плати за щомісячне користування, але може мати додаткову плату за додаткові послуги, такі як міжміські дзвінки, довідкові служби та послуги з оплатою за виклик. Коли базова послуга пропонується безкоштовно, така бізнес-модель часто називається Freemium.
- Онлайн-підписка для підтримки творців контенту за допомогою краудфандингу. Шанувальники можуть взаємодіяти та надсилати підказки творцям контенту, а також мають доступ до ексклюзивного платного контенту. Популярними прикладами є Patreon та OnlyFans.

### Публікація
У видавничій справі модель передплати, як правило, передбачає використання платних платформ Paywall, Paysite або інших систем "платного доступу" (названих на противагу відкритому доступу). Оскільки доходи від цифрової реклами зменшуються, все більше видавців надають перевагу моделі платної підписки, оскільки вбачають у ній порівняно стабільне джерело доходу.

## Наукові видання
У сфері наукових видань бізнес-модель передплати означає, що статті певного журналу чи збірника матеріалів конференції доступні лише передплатникам. Зазвичай передплата продається університетам, іншим вищим навчальним закладам та науково-дослідним інститутам, хоча деякі академічні видавництва також продають індивідуальну передплату або доступ до окремих статей.
На відміну від інших засобів масової інформації, таких як газети, передплата на наукові видання, як правило, не йде на підтримку створення контенту: наукові статті пишуться вченими і рецензуються іншими вченими в рамках їхніх робочих обов'язків. Автори та рецензенти статей не отримують винагороду від видавництва. У зв'язку з цим прихильники руху за відкритий доступ називають передплатну модель небажаною.
Академічні видання, які використовують передплатну модель, називають "закритими", на противагу їхнім аналогам з відкритим доступом.

## Вплив

### Продавці
Підприємства отримують вигоду від того, що їм гарантується передбачуваний і постійний потік надходжень від передплатників-фізичних осіб протягом усього терміну дії абонентської угоди. Це не тільки значно зменшує невизначеність і ризикованість підприємства, але й часто забезпечує оплату наперед (як у випадку з журналами, квитками на концерти), дозволяючи клієнтам сильно прив'язатися до користування послугою, а отже, з більшою ймовірністю продовжити її, підписавши угоду на наступний період, близький до завершення поточної угоди.
Інтегровані програмні рішення, наприклад, структура цін на передплату розроблена таким чином, що потік доходів від регулярних підписок значно перевищує доходи від простих одноразових покупок. У деяких схемах передплати (наприклад, на журнали) це також збільшує продажі, оскільки не дає передплатникам можливості прийняти або відхилити якийсь конкретний випуск. Це зменшує витрати на залучення клієнтів і дозволяє здійснювати персоналізований маркетинг або маркетинг на основі баз даних. Однак вимогою системи є те, що бізнес повинен мати точний, надійний і своєчасний спосіб управління та відстеження підписок.
З точки зору маркетингового аналітика, додатковою перевагою є те, що постачальник знає кількість активних користувачів, оскільки підписка зазвичай передбачає контрактну угоду. Ця так звана "контрактна" система значною мірою полегшує управління відносинами з клієнтами, оскільки аналітик знає, хто є активним клієнтом, а хто нещодавно прийшов.
Додаткові переваги включають вищу середню вартість життя клієнта (ACLV), ніж у разових бізнес-моделей, більшу інерційність клієнтів і більш прихильну клієнтську базу при переході від купівлі до відмови від послуг, а також більший потенціал для допродажу та перехресного продажу інших продуктів або послуг.
Деякі компанії-розробники програмного забезпечення, такі як Adobe та Autodesk, перейшли від моделі безстрокового ліцензування до моделі підписки, відомої як "програмне забезпечення як послуга". Цей крок має значні наслідки для організацій, що займаються продажами та підтримкою клієнтів. З часом потреба в укладанні великих угод зменшується, що призводить до зниження витрат на продаж. Однак розмір організації підтримки клієнтів збільшується, щоб клієнти, які платять, залишалися задоволеними.

### Покупці
Споживачі можуть вважати підписку зручною, якщо вони впевнені, що купуватимуть товар на регулярній основі і зможуть заощадити гроші. При повторній доставці товару або послуги клієнт також економить час.
Передплати, які існують для підтримки клубів та організацій, називають своїх передплатників "членами", і вони отримують доступ до групи зі схожими інтересами. Прикладом може бути книжковий клуб з інформатики.
Передплата може полегшити оплату дорогих товарів, оскільки її часто можна оплачувати протягом певного періоду часу, і таким чином продукт може здаватися більш доступним. З іншого боку, більшість підписок на газети та журнали оплачуються наперед, і це може фактично утримати деяких клієнтів від передплати. Фіксована ціна може бути перевагою для споживачів, які часто користуються цими послугами. Однак, це може бути недоліком для клієнтів, які планують користуватися послугою часто, але згодом не будуть цього робити. Зобов'язання платити за пакет може виявитися дорожчим, ніж окрема покупка. Крім того, моделі передплати підвищують ймовірність прив'язки до одного постачальника, що може мати фатальні наслідки для клієнта, якщо його бізнес залежить від наявності програмного забезпечення: Наприклад, без онлайн-з'єднання з ліцензійним сервером для перевірки статусу ліцензії час від часу, програмне забезпечення за моделлю підписки, як правило, припиняє функціонувати або повертається до функціональності безкоштовної версії, тим самим унеможливлюючи (продовження) використання програмного забезпечення у віддалених місцях або в особливо захищених середовищах без доступу до Інтернету, після того, як постачальник припинив підтримку версії або програмного забезпечення, або навіть припинив свою діяльність, залишивши клієнта без можливості поновити підписку та отримати доступ до власних даних або проектів, що зберігаються за допомогою програмного забезпечення (для деяких підприємств важливо мати повний доступ навіть до старих файлів, що зберігаються десятиліттями). Крім того, споживачі можуть вважати повторні платежі обтяжливими.
Моделі передплати часто вимагають або дозволяють бізнесу збирати значні обсяги інформації від клієнта (наприклад, списки розсилки журналів), а це порушує питання конфіденційності.
Модель передплати може бути вигідною для покупця програмного забезпечення, якщо вона змушує постачальника вдосконалювати свій продукт. Відповідно, при поновленні підписки може виникнути психологічний феномен, який не може виникнути при одноразовій транзакції: якщо покупець не задоволений послугою, він може просто залишити підписку до закінчення терміну її дії і знайти іншого продавця.
Це контрастує з багатьма одноразовими угодами, коли клієнти змушені брати на себе значні зобов'язання через високі ціни на програмне забезпечення. Дехто вважає, що історично склалося так, що модель "одноразової покупки" не дає продавцям стимулу підтримувати стосунки з клієнтами (зрештою, яка їм різниця, якщо вони отримали свої гроші?). Дехто віддає перевагу моделі передплати на програмне забезпечення, тому що вона може змінити цю ситуацію.
Модель підписки повинна орієнтувати клієнта і постачальника на спільні цілі, оскільки обидві сторони виграють, якщо клієнт отримує цінність від підписки. Клієнт, який отримує цінність, з більшою ймовірністю продовжить підписку і, можливо, з більшою періодичністю. Клієнт, який не отримує цінності, теоретично, повернеться на ринок.

### Оточення
Оскільки клієнти можуть не потребувати або бажати всі отримані товари, це може призвести до утворення відходів і негативного впливу на навколишнє середовище, залежно від продукції. Більші обсяги виробництва призводять до більшого споживання енергії та природних ресурсів, а згодом і до більших витрат на утилізацію.[джерело?]
Моделі підписки також можуть створювати протилежний ефект. Це можна проілюструвати на прикладі підписки на послугу стрижки газонів. Ефективність використання однієї газонокосарки зростає, коли косять для групи будинків, замість того, щоб кожна сім'я володіла власною газонокосаркою, яка не використовується так часто, як газонокосарка, що надає послугу, використання ресурсів для виробництва газонокосарок, отже, зменшується, а газони залишаються підстриженими.[джерело?]

## Дивіться також
- Платіжна система
- Ренто-орієнтування
- Pay to play